# Eciton mexicanum
Eciton mexicanum är en myrart som beskrevs av Julius Roger 1863. Eciton mexicanum ingår i släktet Eciton och familjen myror.

## Underarter
Arten delas in i följande underarter:
- E. m. argentinum
- E. m. goianum
- E. m. latidens
- E. m. mexicanum
- E. m. moralum
- E. m. panamense

## Bildgalleri

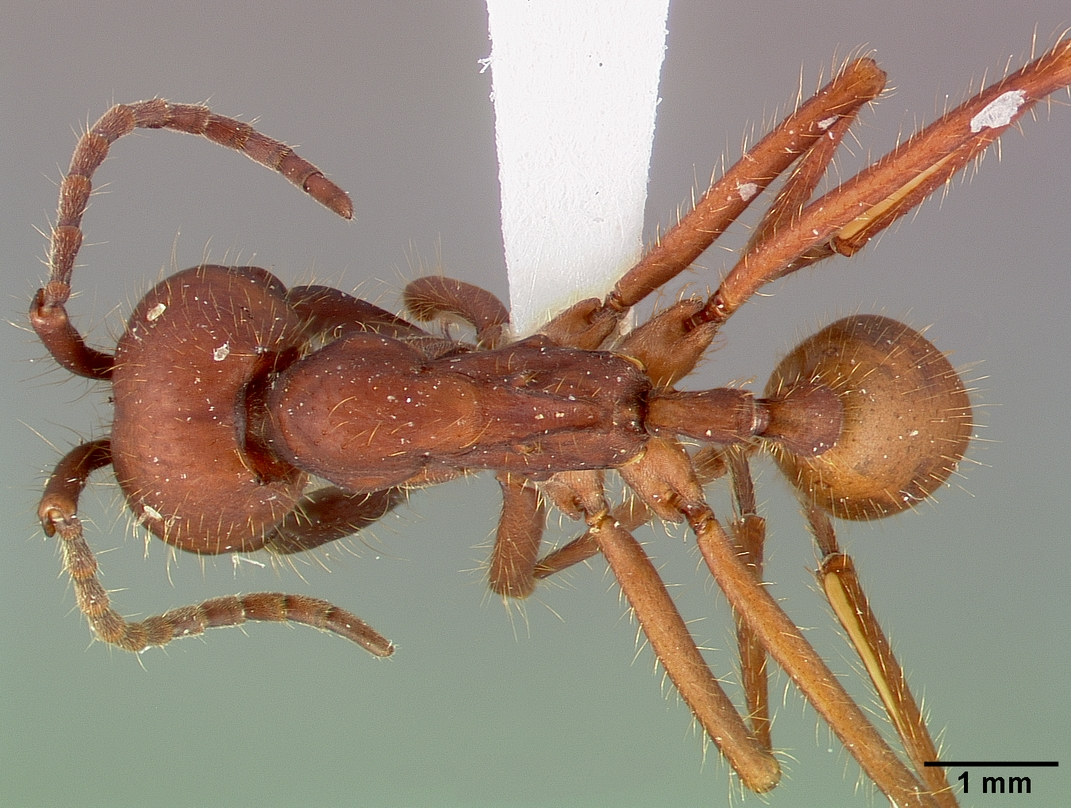
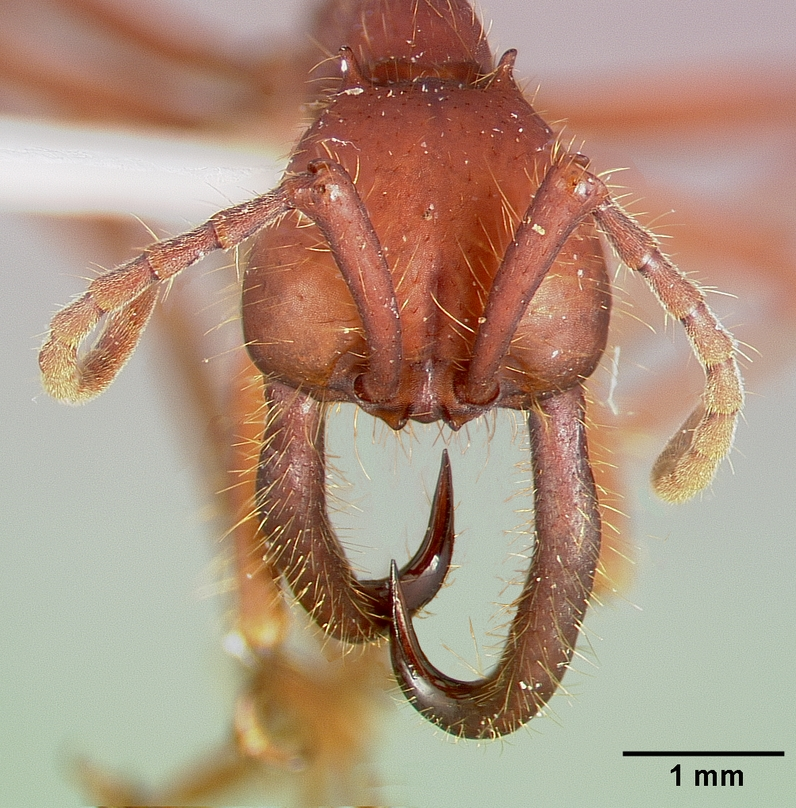
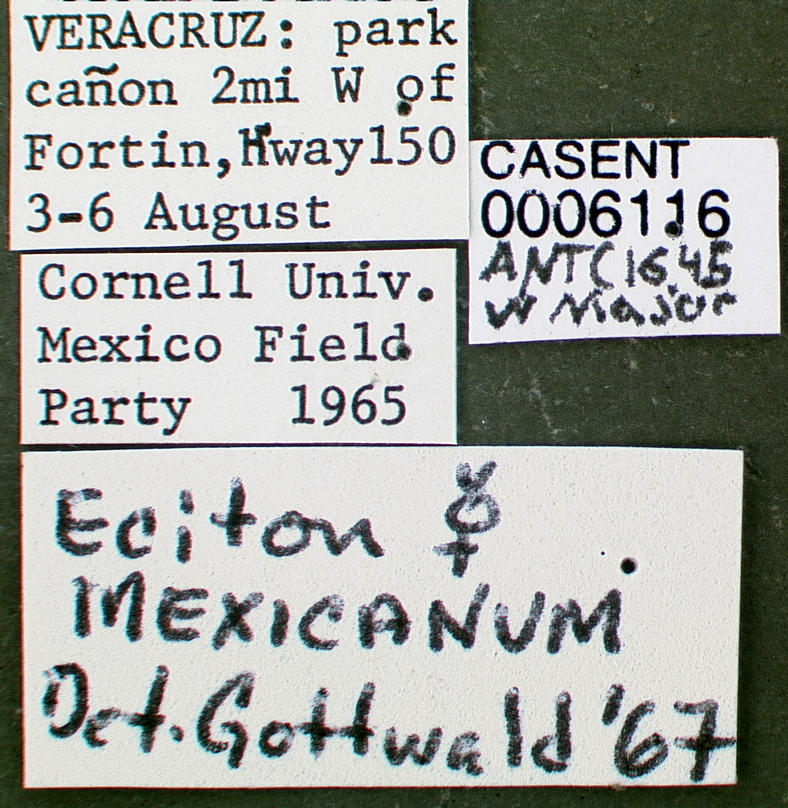
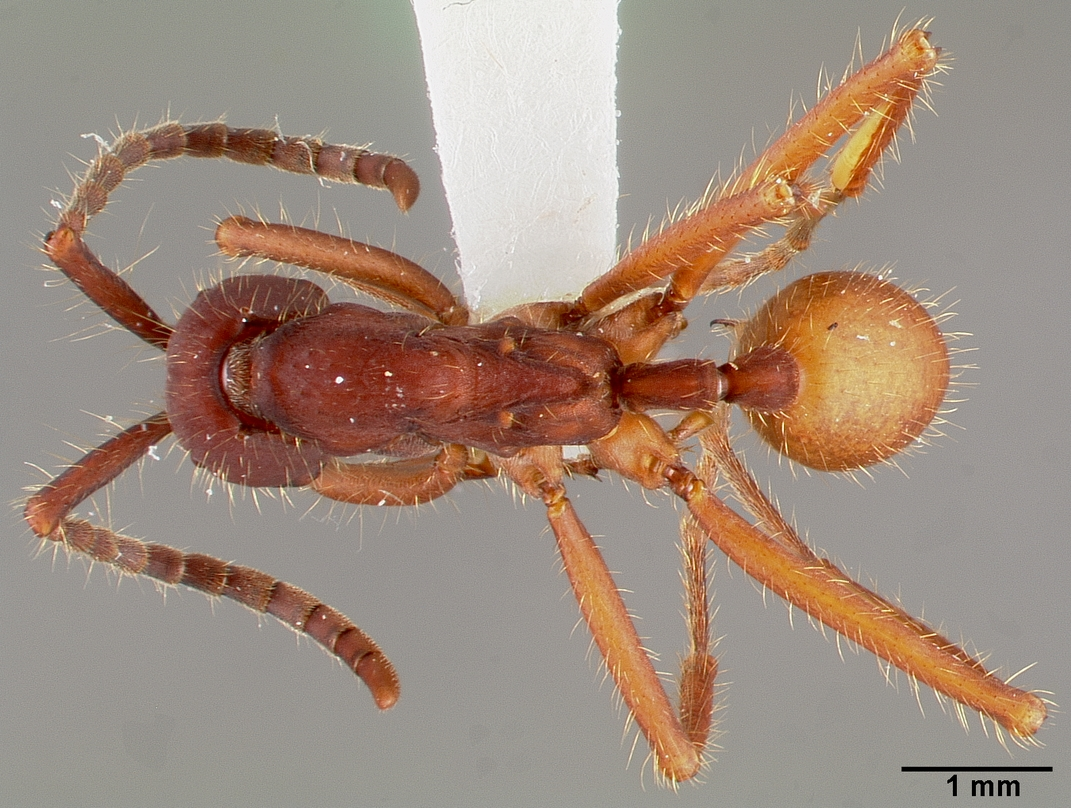
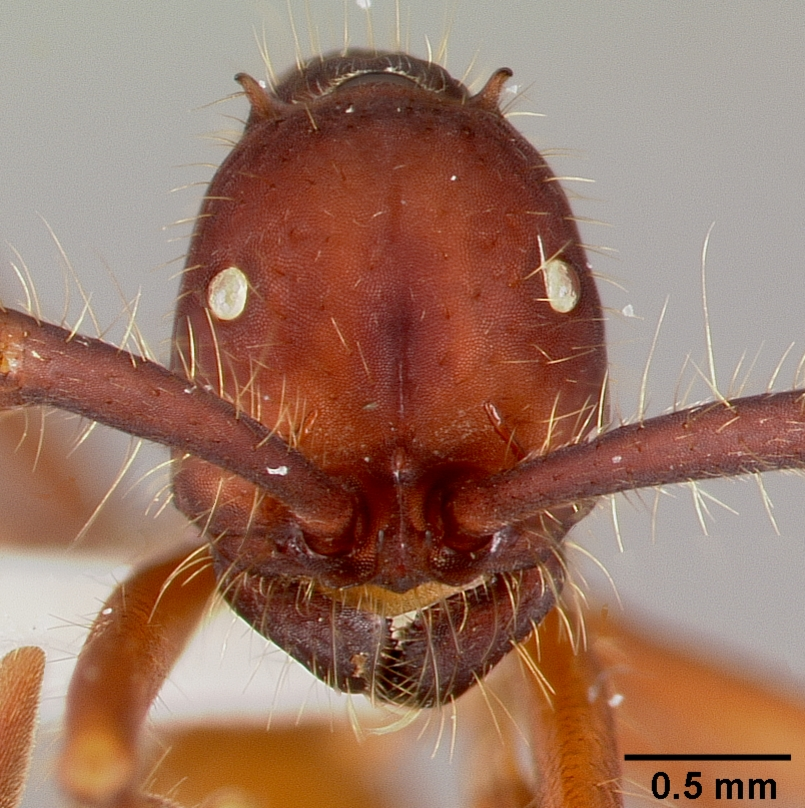
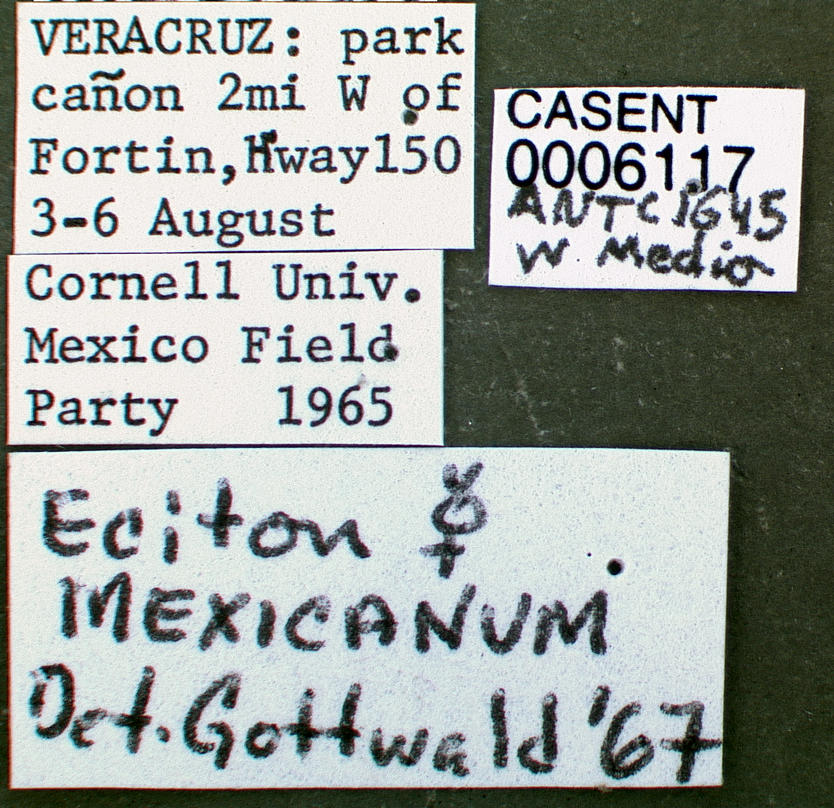